# مصباح زيتي
المصباح الزيتيّ هو أداة تستخدم لتوليد الضوء باستمرار لفترة زمنية باستخدام مركب زيتي كوقود. استخدام المصابيح الزيتية بدأ من آلاف السنين وهو مستمر حتى يومنا هذا، بالرغم من انه ليس شائع بعد الآن. وهي غالباً مرتبطة بقصص من حيث أن فرك المصباح الزيتي سيستدعي المارد الساكن فيه كالذي في علاء الدين.
المصابيح الزيتيه هي شكل من الإضاءة، وكانت تستخدم كبديل عن الشموع قبل استخدام الأضواء الكهربائية. وفي بداية عام 1780 مصباح أرجاند سريعاً ما استبدل المصابيح الزيتية التي لا زالات على هيئتها القديمة. وهذه في المقابل استبدلت بمصباح الكيروسين في حوالي العام 1850.